# 香港特別行政區第二屆政府

## 主要官員
| 政府首長             | 基本個人資料            | 基本個人資料 | 基本個人資料                  | 前职                                             |
| 行政長官             | Tung Chee-hwa           | 董建華       | 2002年7月1日－2005年3月12日   | 連任                                             |
| 行政長官             | Donald Tsang            | 曾蔭權       | 2005年6月21日－2007年6月30日  | 政務司司長                                       |
| 司級官員             | 基本個人資料            | 基本個人資料 | 基本個人資料                  | 前職                                             |
| 政務司司長           | Donald Tsang            | 曾蔭權       | 2002年7月1日－2005年5月31日   | 留任                                             |
| 政務司司長           | Rafael Hui Si-yan       | 許仕仁       | 2005年6月30日－2007年6月30日  | 九龍巴士(一九三三)有限公司及龍運巴士有限公司董事 |
| 財政司司長           | Antony Leung Kam-chung  | 梁錦松       | 2002年7月1日－2003年7月16日   | 留任                                             |
| 財政司司長           | Henry Tang Ying-yen     | 唐英年       | 2003年8月5日－2007年6月30日   | 工商及科技局局長                                 |
| 律政司司長           | Elsie Leung Oi-sie      | 梁愛詩       | 2002年7月1日－2005年10月20日  | 留任                                             |
| 律政司司長           | Wong Yan-lung           | 黃仁龍       | 2005年10月20日－2007年6月30日 | 資深大律師                                       |
| 決策局官員           | 基本個人資料            | 基本個人資料 | 基本個人資料                  | 前职                                             |
| 公務員事務局局長     | Joseph Wong             | 王永平       | 2002年7月1日－2006年1月24日   | 留任                                             |
| 公務員事務局局長     | Yue Chung-yee           | 俞宗怡       | 2006年1月24日—2007年6月30日   | 香港部長級會議統籌辦事處督導委員會主席           |
| 政制事務局局長       | Stephen Lam Sui-lung    | 林瑞麟       | 2002年7月1日－2007年6月30日   | 行政長官辦公室新聞統籌專員                       |
| 教育統籌局局長       | Arthur Li Kwok-cheung   | 李國章       | 2002年8月1日－2007年6月30日   | 香港中文大學校長                                 |
| 環境運輸及工務局局長 | Sarah Liao Sau-Tung     | 廖秀冬       | 2002年8月1日－2007年6月30日   | 環境安全顧問有限公司董事總經理                   |
| 食物及衛生局局長     | Yeoh Eng-kiong          | 楊永強       | 2002年7月1日－2004年10月11日  | 衛生福利局局長                                   |
| 食物及衛生局局長     | York Chow Yat-ngok      | 周一嶽       | 2004年10月12日－2007年6月30日 | 醫院管理局港島西聯網總監                         |
| 民政事務局局長       | Patrick Ho Chi-ping     | 何志平       | 2002年7月1日－2007年6月30日   | 香港藝術發展局主席、眼科醫生                     |
| 經濟發展及勞工局局長 | Stephen Ip              | 葉澍堃       | 2002年7月1日—2007年6月30日    | 財經事務局局長                                   |
| 保安局局長           | Regina Ip Lau Suk-yee   | 葉劉淑儀     | 2002年7月1日－2003年7月25日   | 留任                                             |
| 保安局局長           | Ambrose Lee Siu-kwong   | 李少光       | 2003年8月4日─2007年6月30日    | 廉政專員                                         |
| 工商及科技局局長     | Henry Tang Ying-yen     | 唐英年       | 2002年7月1日—2003年8月3日     | 半島針織廠有限公司董事總經理                     |
| 工商及科技局局長     | John Tsang Chun-wah     | 曾俊華       | 2003年8月4日－2006年1月24日   | 房屋及規劃地政局常任秘書長                       |
| 工商及科技局局長     | Joseph Wong             | 王永平       | 2006年1月24日－2007年6月30日  | 公務員事務局局長                                 |
| 財經事務及庫務局局長 | Frederick Ma            | 馬時亨       | 2002年7月1日－2007年6月30日   | 電訊盈科集團財務總監                             |
| 房屋及規劃地政局局長 | Michael Suen Ming-yeung | 孫明揚       | 2002年7月1日－2007年6月30日   | 政制事務局局長                                   |
| 其他特定政府部門首長 | 基本個人資料            | 基本個人資料 | 基本個人資料                  | 前职                                             |
| 警務處處長           | Tsang Yam-pui           | 曾蔭培       | 2002年7月1日─2003年12月9日    | 留任                                             |
| 警務處處長           | Lee Ming-kwai           | 李明逵       | 2003年12月10日－2007年1月15日 | 警務處副處長                                     |
| 警務處處長           | Tang King-shing         | 鄧竟成       | 2007年1月16日－2007年6月30日  | 警務處副處長                                     |
| 廉政專員             | Ambrose Lee Siu-kwong   | 李少光       | 2002年7月1日－2003年8月4日    | 入境事務處處長                                   |
| 廉政專員             | Raymond Wong Hung-chiu  | 黃鴻超       | 2003年8月25日－2006年10月30日 | 海關關長                                         |
| 廉政專員             | Fanny Law Fan Chiu-fun  | 羅范椒芬     | 2006年10月31日－2007年6月30日 | 教育統籌局常任秘書長                             |
| 審計署署長           | Dominic CHAN Yin-tat    | 陳彥達       | 2002年7月1日－2003年9月19日   | 留任                                             |
| 審計署署長           | Benjamin TANG Kwok-bun  | 鄧國斌       | 2003年12月1日－2007年6月30日  | 保險業監理專員                                   |
| 海關關長             | Raymond Wong Hung-chiu  | 黃鴻超       | 2002年7月1日－2003年8月24日   | 留任                                             |
| 海關關長             | Timothy Tong            | 湯顯明       | 2003年9月29日－2007年6月30日  | 保安局副秘書長                                   |
| 入境事務處處長       | Lai Tung-kwok           | 黎棟國       | 2002年7月1日－2007年6月30日   | 入境事務處副處長                                 |

| 前任： 董建華第一任政府 | 香港特別行政區第二屆政府 2002年7月1日—2007年6月30日 | 繼任： 曾蔭權第二任政府 |